# خوزه لوئیس گارسیا پرس
خوزه لوئیس گارسیا پِرِس (اسپانیایی: José Luis García Pérez‎؛ زادهٔ ۱ سپتامبر ۱۹۷۲) بازیگر اهل اسپانیا است.
از فیلم‌ها یا برنامه‌های تلویزیونی که وی در آن نقش داشته است، می‌توان به یک گام به پیش، مدفون، ملکه‌ها، هولمز و واتسن. روزهای مادرید، چه جوری تا همیشه زنده باشی، هفته مقدس و کارلوس، پادشاه امپراتور اشاره کرد.